# Václav Vladivoj Tomek
Václav Vladivoj rytíř Tomek (ur. 31 maja 1818 w Hradcu Králové, zm. 12 czerwca 1905 w Pradze) – czeski historyk i polityk, wykładowca Uniwersytetu Karola, poseł na Sejm Ustawodawczy w 1848 roku i na Sejm Krajowy Czech (1861–1871), członek Izby Panów (od 1885).

## Życiorys
Urodził się w rodzinie mistrza szewskiego, początkowo naukę zdobywał w gimnazjum w Hradcu Králové. W 1833 roku zaczął studiować filozofię na Uniwersytecie Karola, w 1835 roku podjął jednak studia prawnicze. Podczas studiów pracował jako guwerner w Policach nad Metují oraz w rodzinie Pawła Józefa Szafarzyka. W 1839 roku ukończył studia i podjął pracę jako guwerner w rodzinie Františka Palackiego. W 1841 roku podjął pracę w praskim magistracie, który zatrudnił go do spisania historii Pragi. Był także działaczem Macierzy Czeskiej. W 1847 roku wziął w Policach ślub z Ludmiłą Dáni.
W 1848 roku był członkiem Sejmu Ustawodawczego. W tym samym roku podjął pracę na Uniwersytecie Karola w Pradze jako wykładowca. W 1882 i 1885 roku pełnił funkcję rektora czeskiego uniwersytetu wydzielonego z Uniwersytetu Karola. W 1888 roku przeszedł na emeryturę.
W latach 1861–1870 był posłem na Sejm Krajowy Czech. W latach 1861–1863 był także posłem w Izbie Posłów Rady Państwa, a od 1885 roku zasiadał w Izbie Panów. W parlamencie reprezentował stronnictwo staroczeskie.
Od 1848 roku był członkiem, a w latach 1851–1852 i 1862–1863 prezesem Królewskiego Czeskiego Towarzystwa Naukowego. Do 1905 roku był prezesem Czeskiej Akademii Nauk i Sztuk.
Zmarł 12 czerwca 1905 roku w Pradze i został pochowany na Cmentarzu Wyszehradzkim.
Do jego uczniów należeli m.in. Alois Jirásek i Antonín Rezek.

## Twórczość
Za jego najważniejsze dzieło uznawany jest dwunastotomowy Dějepis města Prahy (wydawany w latach 1855–1901). Oprócz tego był autorem podręczników, m.in. Novější dějepis rakouský, Krátká mluvnice česká i Děje království českého, pamiętników Paměti z mého života oraz monografii Příběhy kláštera a města Polica nad Medhují i Paměti újezdu polického čili nynějších panství polického a broumovského až do začátku husitské války. Był także autorem wielu artykułów i krótszych opracowań, w tym m.in. życiorysu Jana Žižki.

## Odznaczenia i wyróżnienia
Został odznaczony Krzyżem Komandorskim Orderu Franciszka Józefa. Otrzymał także honorowe obywatelstwo Pragi, Hradca Králové i Polic nad Metují.
W 1898 roku nadano mu tytuł szlachecki. Od 1904 roku był członkiem Królewskiej Serbskiej Akademii Nauk, był także członkiem Jugosłowiańskiej Akademii Nauki i Sztuki i Rosyjskiej Akademii Nauk.

## Upamiętnienie
W 1925 roku przy wejściu do Ogrodu Kwiatowego w Kromieryżu odsłonięto poświęconą mu tablicę pamiątkową